# Dominic Rowan
Dominic Rowan es un actor inglés, más conocido por sus numerosas participaciones en teatro y actualmente por interpretar a Jake Thorne en la serie Law & Order: UK.

## Biografía
Dominic se entrenó en el Central School of Speech and Drama.

## Carrera
En teatro ha aparecido en obras como A Dream Play, Iphigeneia at Aulis, Mourning Becomes Electra, Three Sisters, The Talking Cure, Private Lives, The Two Gentlemen of Verona, The Merchant of Venice, Talk of the City, A Voyage Round My Father, Lobby Hero, Playhouse Creatures, Way to Heaven, Forty Winks, The Importance of Being Earnest, Sexual Perversity in Chicago, The Rivals, Charley's Aunt, Look Back in Anger, A Collier's Friday Night, Wit's End, Happy Now?, Under The Blue Sky, The Misanthrope, As You Like It, The Village Bike, entre muchas otras...
En radio ha trabajado en programas como Number 10, And the Rain My Drink, The Talk of the City y en The Mill on the Floss.
En 1996 apareció en la miniserie No Bananas donde interpretó a Harry Slater.
En el 2011 se unió al elenco principal de la serie británica Law & Order: UK donde interpreta al fiscal mayor de distrito Jacob "Jake" Thorne, hasta ahora.

## Filmografía

### Series de televisión
| Año             | Título                      | Personaje        | Notas                               |
| --------------- | --------------------------- | ---------------- | ----------------------------------- |
| 2011 - presente | Law & Order: UK             | Jacob Thorne     | 27 episodios                        |
| 2012            | The Hollow Crown            | Coleville        | 2 episodios                         |
| 2008            | Midsomer Murders            | Simon Wilmington | episodio "The Magician's Nephew"    |
| 2007            | Director's Debut            | Ben Vaughan      | episodio "Baby Boom"                |
| 2007            | Trial & Retribution         | Matthew Ryan     | episodio "Curriculum Vitae: Part 1" |
| 2007            | Number 10                   | Lewis Smiley MP  | episodio # 2                        |
| 2003            | Holby City                  | Adrian Lambert   | episodio "Dominoes Falling"         |
| 2002            | Silent Witness              | Peter Edgely     | 2 episodios                         |
| 2002            | Celeb                       | Tim              | episodio "The Assassin"             |
| 2001            | Swallow                     | Dan Stockman     | 2 episodios                         |
| 2000            | Night & Day                 | Tom Mitford      | 10 episodios                        |
| 2000            | The Canterbury Tales        | Voz              | episodio "The Journey Back"         |
| 2000            | Hearts and Bones            | Laurence Leper   | -                                   |
| 21996           | The Tenant of Wildfell Hall | Lowborough       | 2 episodios                         |
| 1996            | No Bananas                  | Harry Slater     | 8 episodios                         |
| 1994            | Noel's House Party          | Barry            | episodio "A Safe Pair of Hands"     |

### Películas
| Año  | Título                    | Personaje             | Notas                                                                 |
| ---- | ------------------------- | --------------------- | --------------------------------------------------------------------- |
| 2007 | Catwalk Dogs              | Guy Joseph            | junto a Georgia Mackenzie y Kris Marshall                             |
| 2006 | The Family Man            | Matthew Simpson       | junto a Suzy Aitchison, Amerjit Deu y Pal Aron                        |
| 2006 | The Lavender List         | Bernard Donoughue     | junto a Gina McKee y Celia Imrie                                      |
| 2001 | The Lost World            | Reportero             | junto a Bob Hoskins y James Fox                                       |
| 2001 | Doc Martin                | Andrew                | junto a Oliver Fox y Matthew Bose                                     |
| 1998 | A Rather English Marriage | Gerente del Banco     | junto a Albert Finney y Tom Courtenay                                 |
| 1997 | David                     | Absalón               | junto a Nathaniel Parker, Jonathan Pryce, Leonard Nimoy y Ben Daniels |
| 1996 | Emma                      | Mr. Elton             | junto a Kate Beckinsale, Mark Strong y Samantha Bond                  |
| 1996 | Saint-Ex                  | Secretario Aeropostal | junto a Bruno Ganz, Miranda Richardson y Daniel Craig                 |
| 1995 | Devil's Advocate          | Ugo Calvi             | junto a James Frain, Keanu Reeves y Al Pacino                         |

### Video
| Año  | Programa                                        | Personaje  |
| ---- | ----------------------------------------------- | ---------- |
| 2010 | 'As You Like It' at Shakespeare's Globe Theatre | Touchstone |

### Radio
| Año | Programa              |
| --- | --------------------- |
| -   | And the Rain My Drink |
| -   | The Talk of the City  |
| -   | The Mill on the Floss |

### Teatro
| Año  | Obra                            | Personaje                | Director         | Teatro                   | Notas                                                     |
| ---- | ------------------------------- | ------------------------ | ---------------- | ------------------------ | --------------------------------------------------------- |
| 2012 | Berenice                        | Antiochus                | Josie Rourke     | Donmar W. Theatre        | junto a Stephen Moore, Nigel Cooke y Anne-Marie Duff      |
| 2011 | The Village Bike                | Oliver                   | Joe Hill-Gibbins | Royal Court Theatre      | junto a Romola Garai, Phil Cornwell y Nicholas Burns      |
| 2010 | Henry VIII                      | Henry VIII               | Mark Rosenblatt  | The Globe Theatre        | junto a Miranda Raison y Anthony Howell                   |
| 2009 | As You Like It                  | Touchston                | Thea Sharrock    | Globe Theatre            | junto a Jack Laskey, Laura Rogers y Tim McMullan          |
| 2009 | Under The Blue Sky              | Graham                   | David Eldridge   | Comedy Theatre           | junto a Catherine Tate, Francesca Annis y Chris O'Dowd    |
| 2009 | The Spanish Tragedy             | Hieronimo                | Mitchell Moreno  | Arcola Theatre           | junto a Penny Layden, Keith Bartlett y Guy Williams       |
| 2008 | Happy Now?                      | Miles                    | Thea Sharrock    | National Theatre         | junto a Jonathan Cullen, Olivia Williams y Emily Joyce    |
| 2009 | The Misanthrope                 | John                     | Thea Sharrock    | Duke of York's Theatre   | junto a Keira Knightley, Damian Lewis y Tara Fitzgerald   |
| 2006 | A Voyage Round My Father        | Hijo                     | Thea Sharrock    | Donmar Warehouse Theatre | junto a Derek Jacobi, Joanna David y Neil Boorman         |
| 2005 | A Dream Play                    | -                        | Katie Mitchell   | National Theatre         | junto a Mark Arends, Anastasia Hille y Kristin Hutchinson |
| 2005 | Way to Heaven                   | Comandante               | -                | Royal Court Theatre      | junto a Jeff Rawle                                        |
| 2005 | The Importance of Being Earnest | -                        | Erica Whyman     | Oxford Playhouse         | junto a Maggie Steed, Sally Phillips y Guy Lankester      |
| 2004 | Mourning Becomes Electra        | Peter Niles              | Howard Davies    | National Theatre         | junto a Karen Archer, Eve Best y Helen Mirren             |
| 2004 | Iphigeneia at Aulis             | Menelaus                 | Katie Mitchell   | National Theatre         | junto a Ben Daniels, Kate Duchene y Hattie Morahan        |
| 2004 | Forty Winks                     | Don                      | Kevin Elyot      | Royal Court Theatre      | junto a Anastasia Hille, Simon Wilson y Carey Mulligan    |
| 2003 | Three Sisters                   | Andrey                   | Katie Mitchell   | National Theatre         | junto a Ben Daniels, Lorraine Ashbourne y Thomas Arnold   |
| 2003 | The Talking Cure                | Otto Gross/Sigmund Freud | Howard Davies    | Royal National Theatre   | junto a Ralph Fiennes, Jodhi May y Nancy Carroll          |
| 2002 | Lobby Hero                      | Policía Bill             | Kenneth Lonergan | Donmar Warehouse         | junto a Gary McDonald y David Tennant                     |
| 1999 | Private Lives                   | -                        | Philip Franks    | National Theatre         | junto a Anton Lesser, Darlene Johnson y Juliet Stevenson  |
| 1998 | The Two Gentlemen of Verona     | Proteus                  | Edward Hall      | RSC Shakespeare Theatre  | junto a Tom Goodman-Hill y Colin McCormack                |
| 1998 | The Merchant of Venice          | Lorenzo                  | Gregory Doran    | RSC Shakespeare Theatre  | junto a Philip Voss, Helen Schlesinger y Julian Curry     |
| 1997 | Playhouse Creatures             | Rochester                | -                | Old Vic Theatre          | junto a Rachel Power y Saskia Reeves                      |
| 1996 | The Rivals                      | Jack Absolute            | Braham Murray    | Royal Exchange           | junto a Maureen Lipman, Tony Britton y Annabel Mullion    |
| 1995 | Charley's Aunt                  | Jack Chesney             | Emil Wolk        | Royal Exchange           | junto a Philip Bowen, Michael Sheen y Hermione Norris     |
| 1995 | Look Back in Anger              | Cliff Lewis              | Gregory Hersov   | Royal Exchange           | junto a Michael Sheen, Hermione Norris y Alison Porter    |
| 1994 | A Collier's Friday Night        | Ernest                   | -                | Hampstead Theatre        | junto a Barbara Jefford                                   |
| -    | Talk of the City                | -                        | -                | RSC Theatre              | -                                                         |
| -    | Sexual Perversity in Chicago    | -                        | -                | Crucible Theatre         | -                                                         |
| -    | Wit's End                       | -                        | -                | New End Theatre          | -                                                         |

## Premios y nominaciones
| Año  | Categoría                       | Premio              | Obra             | Resultado |
| ---- | ------------------------------- | ------------------- | ---------------- | --------- |
| 2004 | Best Supporting Actor in a Play | Whatsonstage Awards | The Talking Cure | Nominado  |